# جون بانرمان
جون بانرمان (بالإنجليزية: John Bannerman)‏ هو مؤرخ بريطاني، ولد في 13 أغسطس 1932، وتوفي في 8 أكتوبر 2008.